# Nosa Edward Obaretin
Nosa Edward Obaretin (Forlì, 16 de enero de 2003) es un futbolista italiano. Juega de defensa central y su club es el Empoli F. C. de la Serie B de Italia, siendo cedido por el S. S. C. Napoli.

## Trayectoria
Nacido en el seno de una familia nigeriana, Obaretin se formó en el fútbol base del Cesena y del Milan. Con la camiseta rossonera compitió en varios torneos juveniles, como el Campeonato de Italia Primavera, la Copa Italia Primavera y la Liga Juvenil de la UEFA.
En el 2022 pasó al equipo sub-19 del Napoli, que en agosto de 2023 lo cedió por una temporada al Trento de la Serie C para que debutara en el fútbol profesional. En el equipo trentino Obaretin totalizó 35 partidos, realizando 2 goles. En el verano de 2024 fue cedido a otro club de la familia De Laurentiis, el Bari de la Serie B (26 presencias). En agosto de 2025 fue cedido al Empoli, equipo de la misma categoría.

## Clubes
| Club                   | País   | Año       |
| ---------------------- | ------ | --------- |
| A. C. Trento (cedido)  | Italia | 2023-2024 |
| S. S. C. Bari (cedido) | Italia | 2024-2025 |
| Empoli F. C. (cedido)  | Italia | 2025-act. |